# Masatoshi Nakayama
Masatoshi Nakayama (中山正敏, Japão, 13 de abril de 1913–15 de abril de 1987), 10º Dan, foi um dos mestres mais influentes da história do Karate Shotokan.
Em 1932, inicia o treino de Karate na universidade de Takushoku, de onde viriam a emergir nomes como os de Hidetaka Nishiyama, Hirokazu Kanazawa ou Keinosuke Enoeda.
Tendo estudado directamente sob a tutela de Gichin Funakoshi e do seu filho Gigo, funda em 1949 a Japan Karate Association, dando início à maior operação de expansão do Karate para lá das fronteiras do Japão.
De modo a tornar esta arte marcial mais digna de crédito e aceitação no mundo ociental, Nakayama reestrura as bases do treino de Karate tendo por base conceitos científicos das ciências do desporto.
A Japan Karate Association foi até a data da sua morte a mais sólida e produtiva organização internacional dedicada ao Karate Shotokan, tendo este acontecimento dado início a uma série de cisões que originariam a proliferação de diversas novas organizações e consequente enfraquecimento da lenda da JKA.

## Livros Publicados
1. Nakayama, Masatoshi (1987). Dynamic Karate, Translated by John Teramoto & Herman Kauz, Tokyo: Kodansha International. ISBN 978-0870117886.
2. Nakayama, Masatoshi (1978). Best Karate: Comprehensive. Tokyo: Kodansha International. ISBN 978-0870113178.